# Bolton, Northumberland
Bolton är en ort i civil parish Hedgeley, i grevskapet Northumberland i England. Orten är belägen 9 km från Alnwick. Bolton var en civil parish 1866–1955 när det uppgick i Hedgeley. Civil parish hade 79 invånare år 1951.